# 2496 Fernandus
2496 Fernandus eller 1953 TC1 är en asteroid i huvudbältet, som upptäcktes 8 oktober 1953 av Indiana Asteroid Program vid Indiana University Bloomington med Goethe Link Observatory. Asteroiden har fått sitt namn efter Fernandus Payne.
Asteroiden har en diameter på ungefär 5 kilometer.